# Longwood House
Longwood House bylo exilové sídlo Napoleona Bonaparta během jeho pobytu na ostrově Svatá Helena. Žil zde od 10. prosince 1815 až do své smrti 5. května 1821. Budova se nachází na severovýchodě ostrova ve stejnojmenném distriktu Longwood.

## Dějiny
Longwood byl původně sídlem britského guvernéra a byl speciálně připraven na příjezd Napoleona a jeho doprovodu. Krátce před jeho smrtí začala stavba náhradního domu s názvem New Longwood, ale nebyla včas dokončena. V únoru 1818 tehdejší guvernér Sir Hudson Lowe navrhl lordu Bathurstovi, aby byl Napoleon přestěhován do jiného domu v přátelštějším klimatu. Gourgaudova vyjádření v Londýně však přesvědčily lorda Bathursta, aby Napoleona nechal v Longwoodu, aby zabránil možnému útěku. Dům se nachází ve větrné a vlhké části ostrova a má klimatické podmínky nepříznivé pro zdraví, což v jistém smyslu dalo za pravdu Napoleonovi, který se během svého exilu opakovaně domníval, že ho britské úřady úmyslně fyzicky oslabují.
Po Napoleonově smrti byl dům předán Východoindické společnosti, ale v roce 1833 se vrátil do přímého vlastnictví Britské koruny. Zpočátku byl využíván k zemědělským účelům. V roce 1840 bylo Napoleonovo tělo přepraveno do Francie na fregatě Belle Poule, aby našel své poslední místo odpočinku v Invalidovně. Zprávy o rostoucím rozkladu domu se dostaly k Napoleonovi III., který v roce 1854 vyjednal s britskou vládou prodej nemovitosti Francii. Nakonec byl v roce 1858 Longwood House a oblast kolem bývalé Napoleonovy hrobky předány za celkovou částku 7100 liber. Od té doby jsou obě nemovitosti ve správě společnosti Saint Helena Napoleonic Heritage Ltd. V Longwoodu žije vládní zástupce, který je zodpovědný za ochranu, údržbu a správu obou nemovitostí. V roce 1959 byl také pavilon Briars na rodinném panství Balcombeových, kde Napoleon strávil první dva měsíce svého pobytu na Svaté Heleně, než se přestěhoval do Longwood House, darován francouzskému národu.
Dnes je Longwood House muzeem a rezidencí francouzského honorárního konzula na ostrově.